# Biserica de lemn din Budurleni

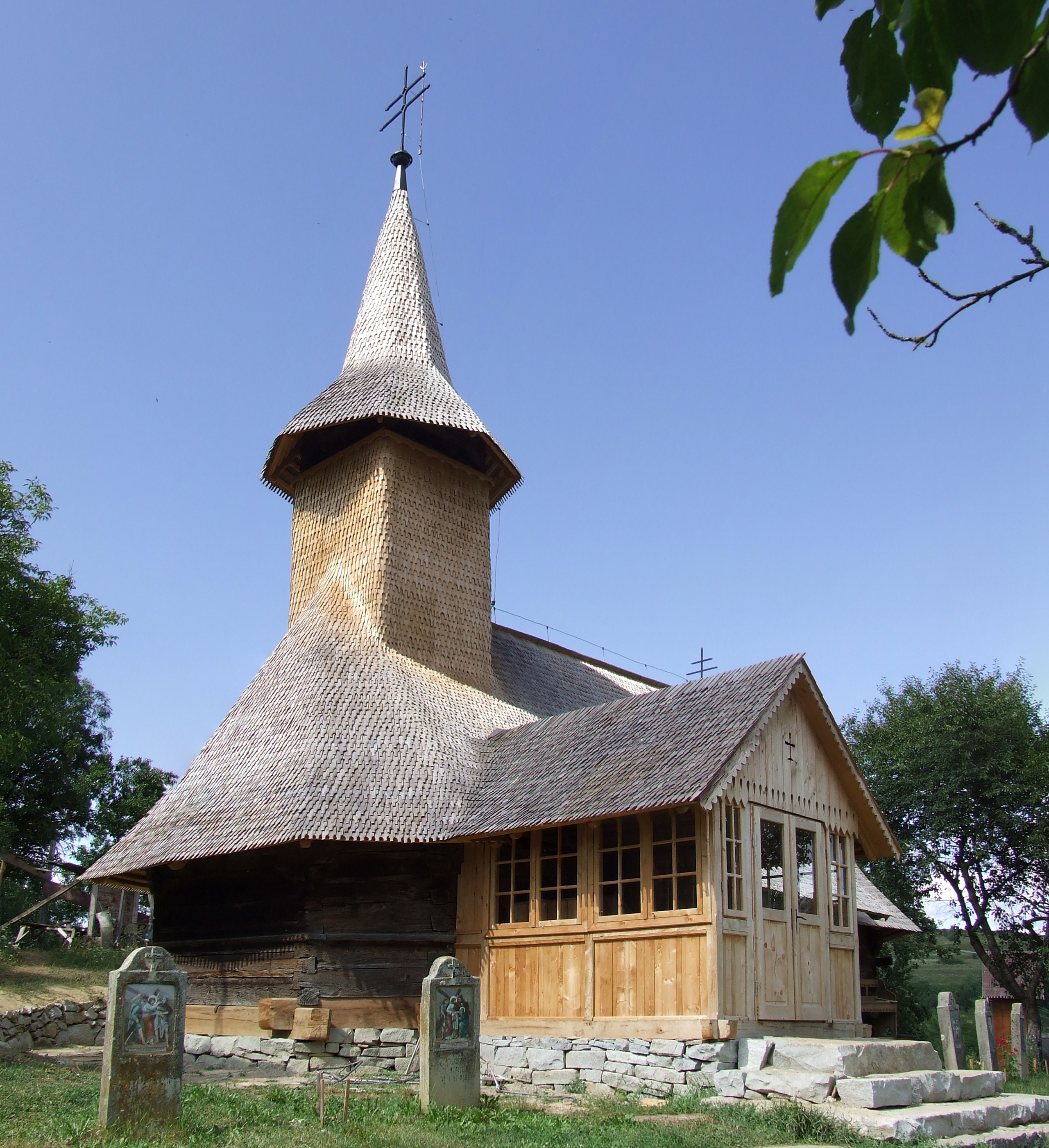
Biserica de lemn din Budurleni, județul Bistrița-Năsăud - restaurată în cursul anului 2009. Foto: 2009

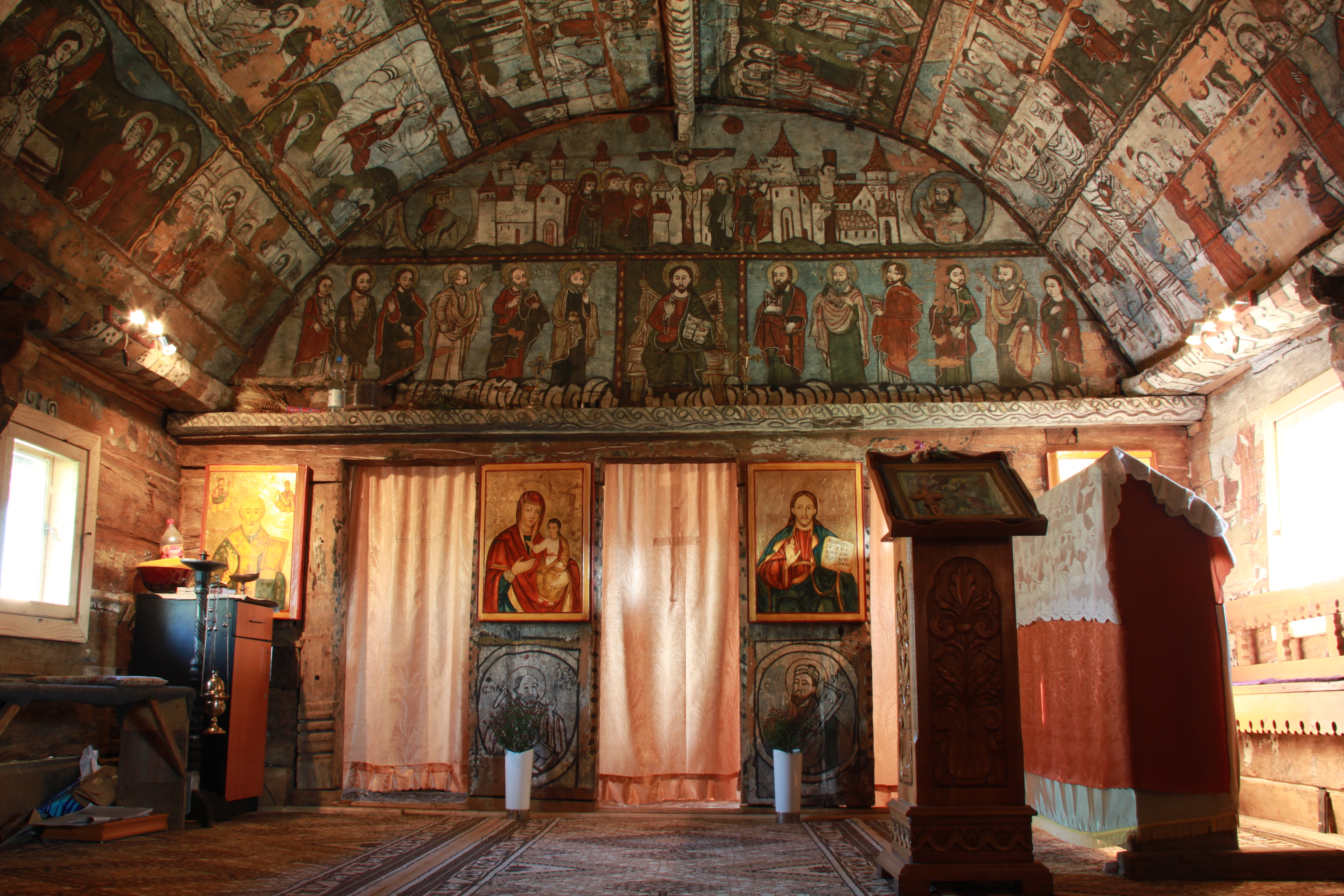
Nava spre iconostas

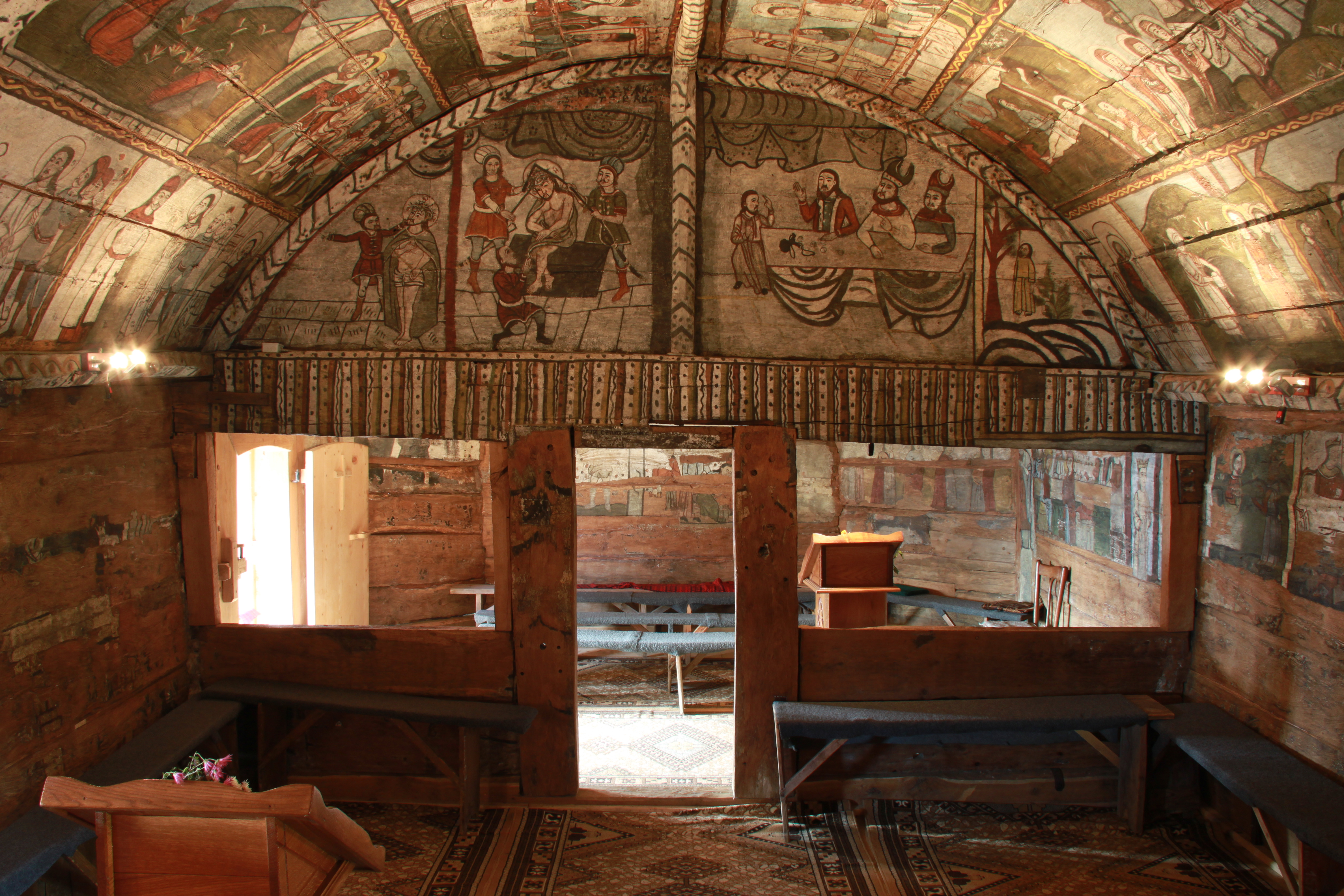
Nava spre ieşire

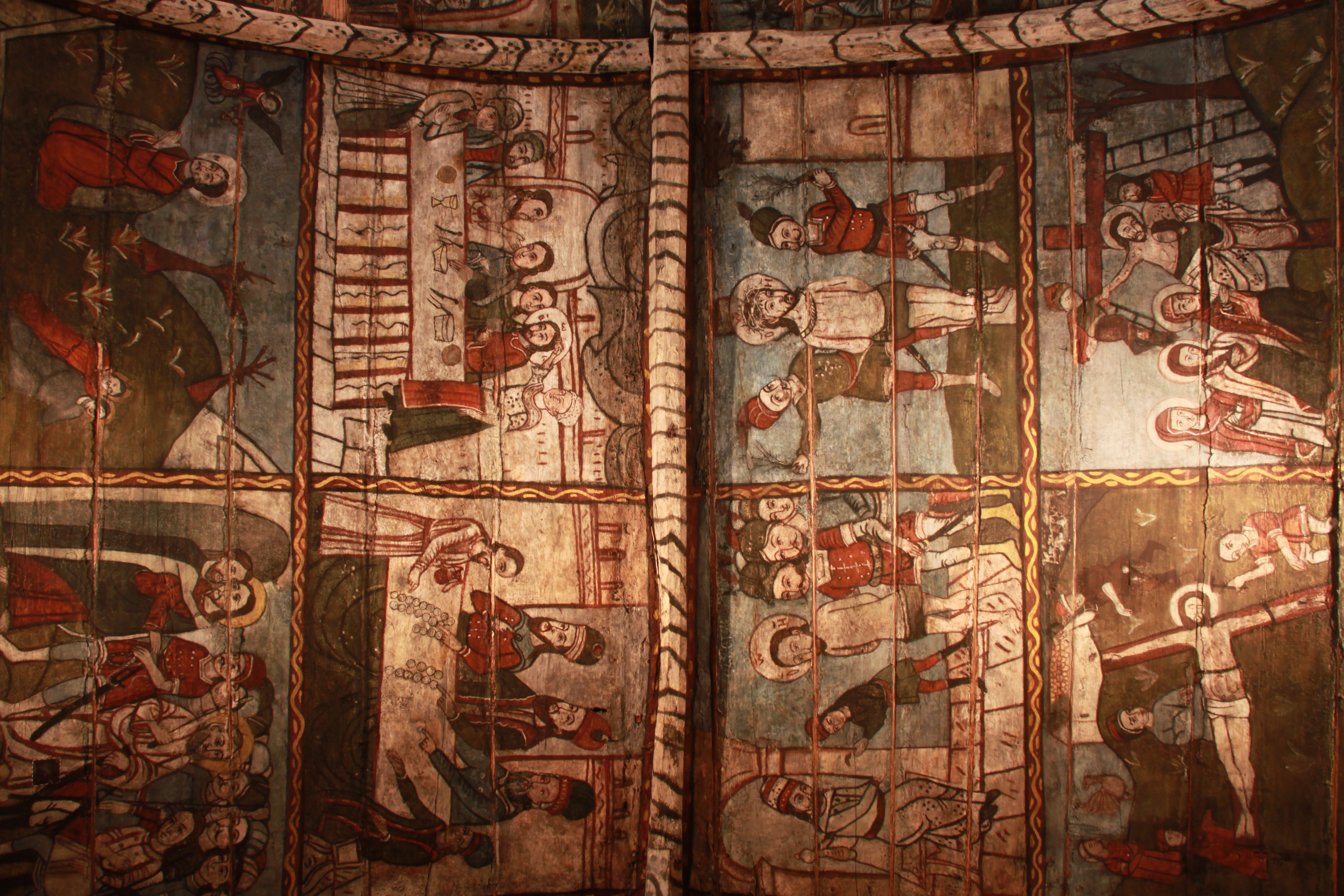
Bolta naosului: scene din ciclul hristologic

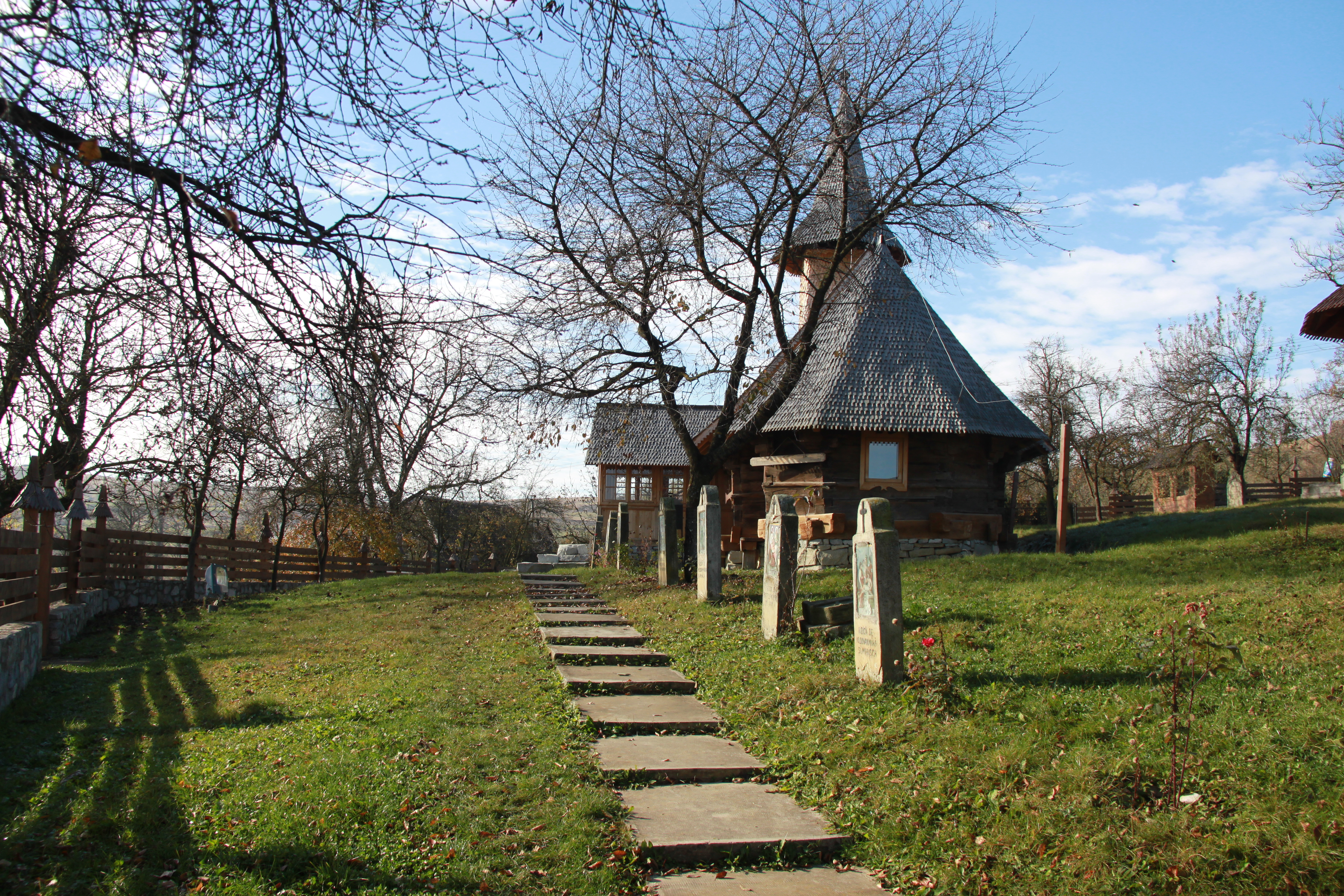
Vedere de ansamblu dinspre est

Biserica de lemn din Budurleni, comuna Teaca, județul Bistrița-Năsăud, a fost construită în anul 1705. Are hramul „Nașterea Maicii Domnului”. Biserica figurează pe lista monumentelor istorice, cod LMI BN-II-m-A-01625.

## Istoric și trăsături
După tradiție, ar fi fost construită inițial după dealul pe care este așezat actualmente satul. Este ridicată, probabil, în anul 1705. Odată cu satul a fost mutată și biserica și amplasată într-un punct cu o frumoasă perspectivă asupra împrejurimilor. În anul 1925, cu ocazia unei refaceri, s-au adus modificări importante construcției. Planul este compus din pronanos cu cinci laturi, cu intrarea în partea de sud, naos și în continuare absida altarului, decroșată, cu cinci laturi. Acoperișul din șindrilă este treptat în dreptul absidei altarului, având deasupra pronaosului un turn nou, pe bază pătrată, cu o galerie scundă și deasupra un coif de mici dimensiuni. Din decorul exterior se remarcă consolele treptate de la îmbinările laturilor altarului, brâul în formă de funie răsucită și rozeta de la ușa de la intare. Ușa de la intrarea în pronaos și cea spre naos au fost mărite la refacerea din 1925, cu această ocazie dispărând și pisania. Interiorul a fost pictat și, după tradiție, inscripțiile ce au existat, menționau ca autori doi meșteri, anul realizării fiind 1768.
Ploile torențiale din timpul reparațiilor din 1925, au distrus în mare parte pictura pe lemn și pe pânză din interior. În pronaosul tăvănit de mai disting: Sfântul Ioan, Maria, Sfântul Ilie, Sfântul Mare Mucenic Gheorghe și motive decorative cu vrejuri și flori. În naos, care are o boltă semicilindrică, sprijinită pe console treptate, fragmentele rămase ilustrează teme din patimile și minunile lui Iisus. În altar, pe bolta semicilindrică și pe pereți, nu se mai recunoaște pictura. Tot în altar, pe prestolul de lemn masiv, este sculptată o inscripție și anul 1705, anul realizării bisericii. Din patrimoniul bisericii mai fac parte câteva icoane pe lemn, deteriorate, și o icoană pe sticlă, Sfântul Nicolae.

## Galerie de imagini

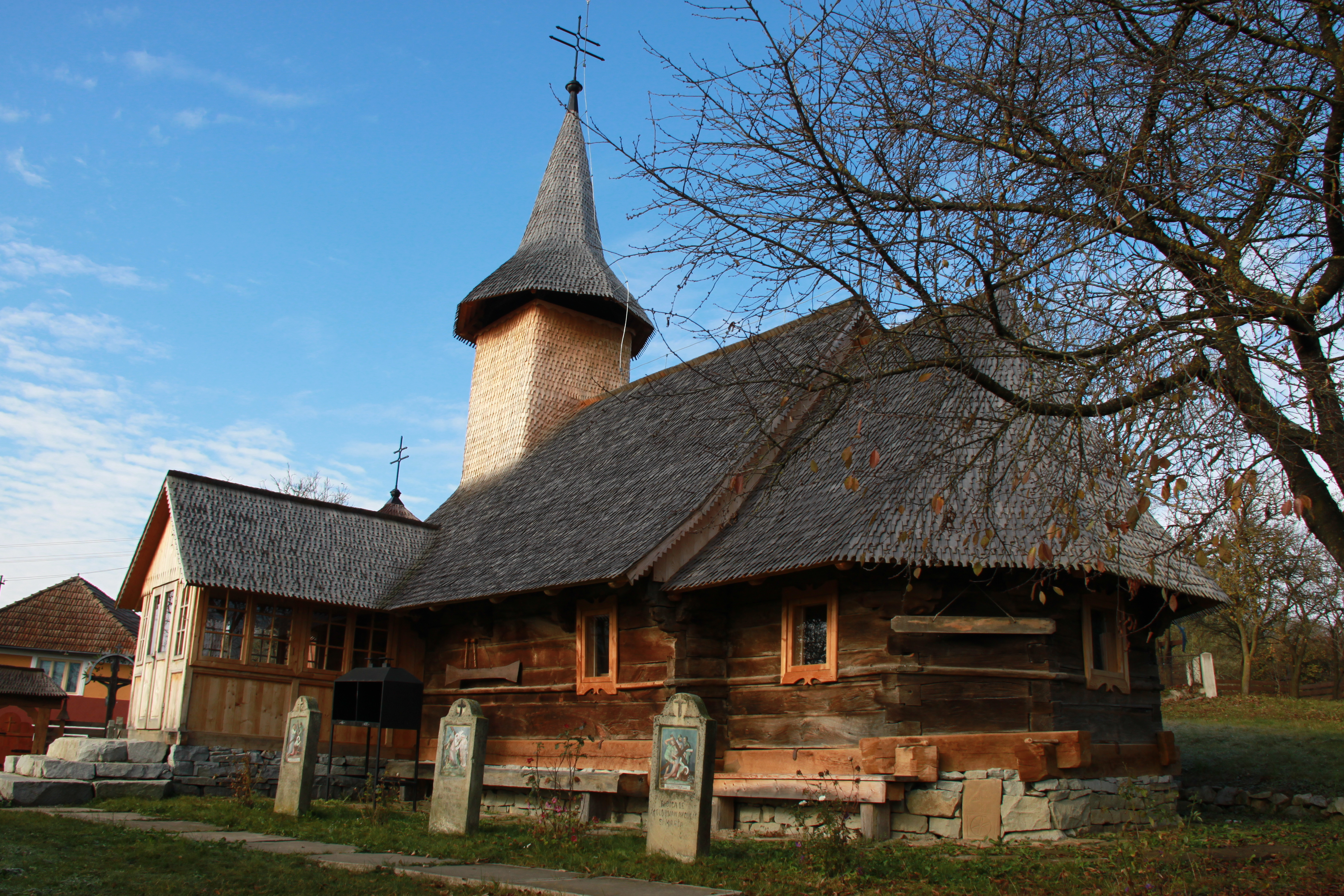
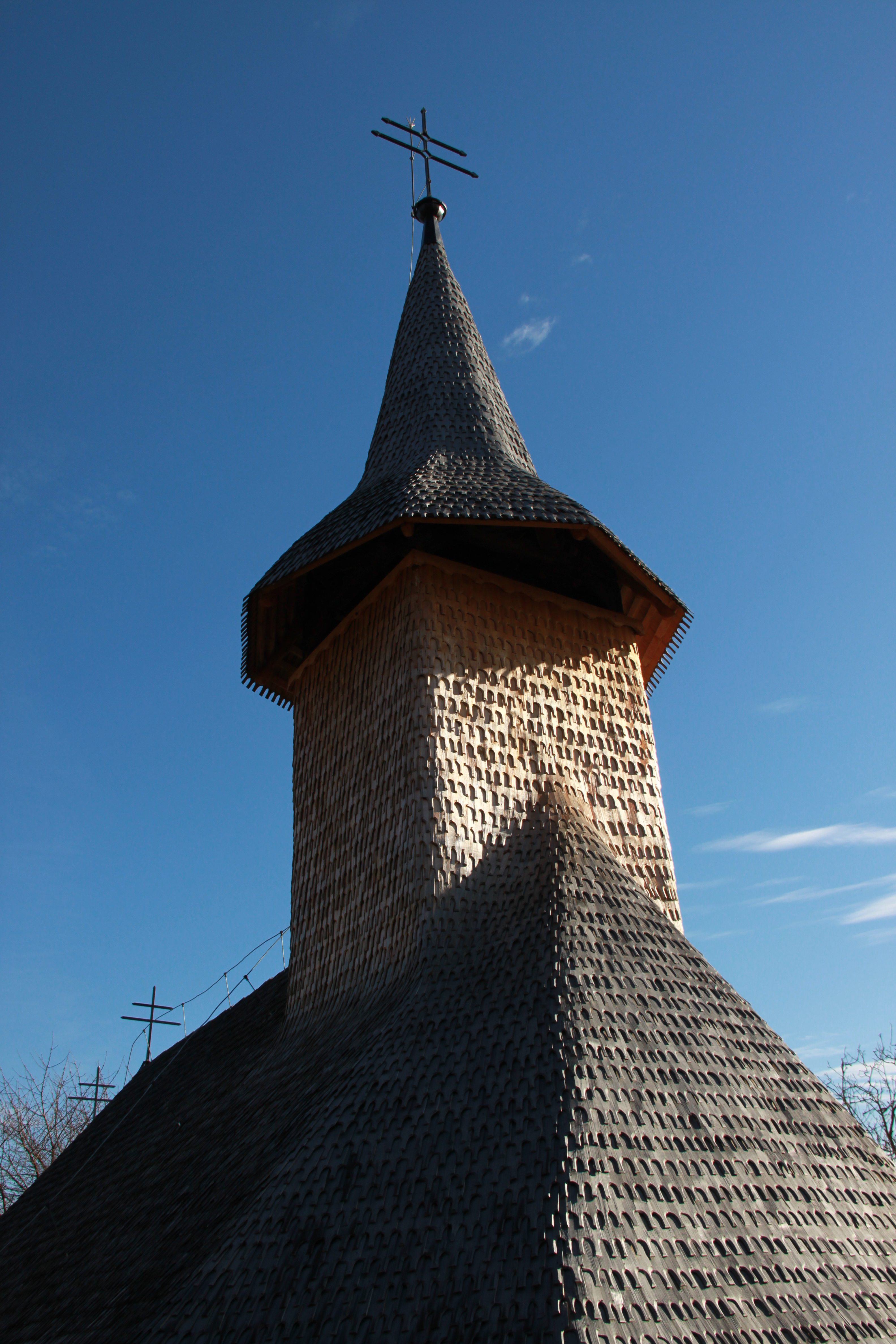
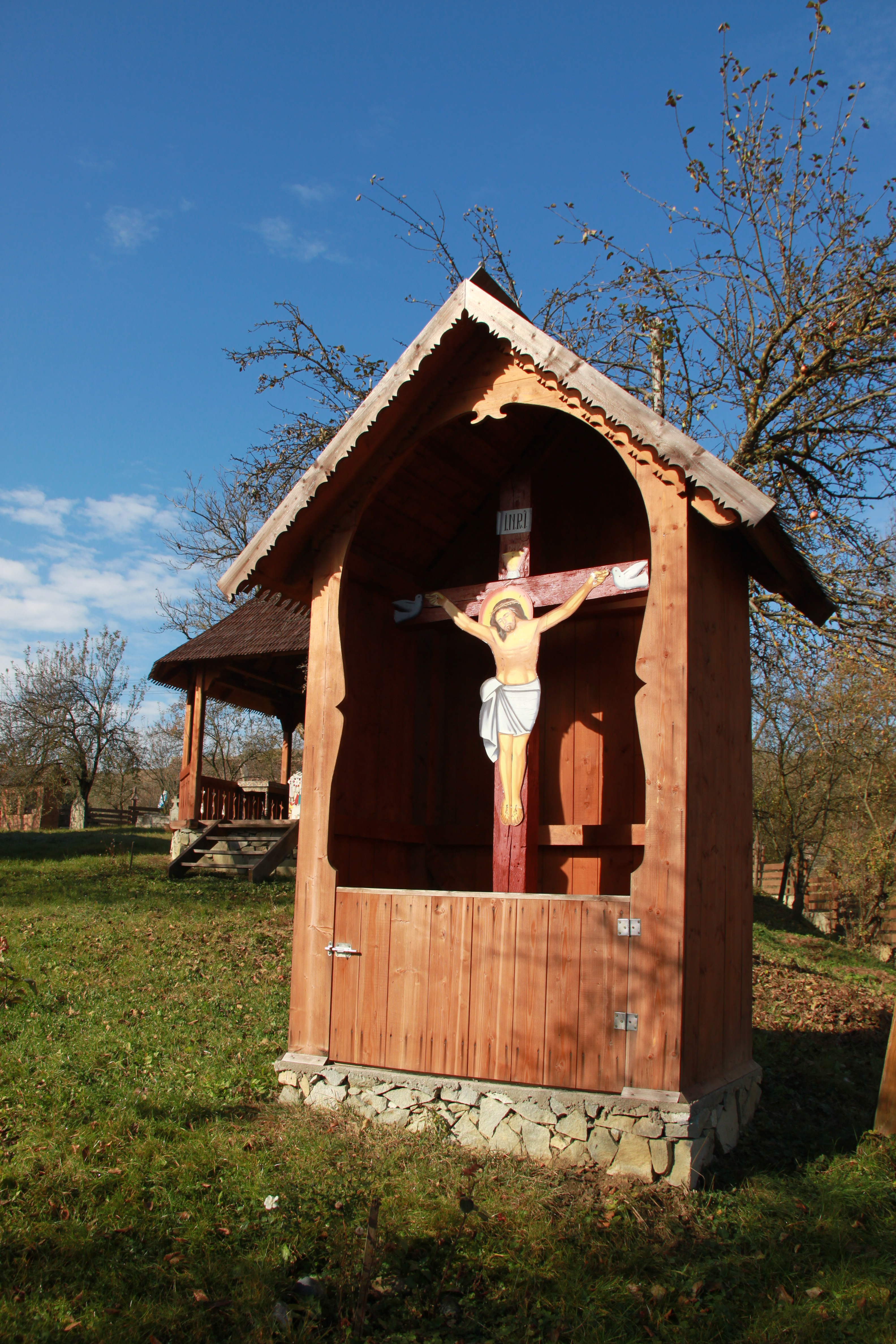